# USS Los Angeles (SSN-688)
Pour les autres navires du même nom, voir USS Los Angeles.
L’USS Los Angeles (SSN-688) est un sous-marin nucléaire d'attaque. Il est le navire de tête de la classe Los Angeles, en service dans l'US Navy de 1976 à 2010.

## Histoire
Il porte un nom de baptême réservé traditionnellement jusqu'alors aux croiseurs dans la marine américaine. Il a été mis sur cale en janvier 1972 et on parlait alors d'une mise en service en 1974. L'échéance allait reculer de 27 mois sur les prévisions initiales. Son prix est d'environ 300 millions de dollars, considéré comme élevé à l'époque.
Il entre en service le 13 novembre 1976.
L'USS Los Angeles a fait son premier déploiement opérationnel en mer Méditerranée en 1977.
Il est retiré de la flotte le 1er février 2010 et rayé des listes le 4 février 2011.